# Чеперія
Чеперія (рум. Cepăria) — село в Ришканському районі Молдови. Входить до складу комуни, адміністративним центром якої є село Шумна.
Більшість населення - українці. Згідно даних перепису 2004 року - 216 осіб (84%),